# Biche de Balazote
La Bicha de Balazote est une sculpture ibérique trouvée dans la région de Balazote dans la province d'Albacete, en Espagne. Elle est  conservée au Musée archéologique national de Madrid depuis 1910.

## Historique
La sculpture a été datée du VIe siècle av. J.-C.
La Bicha fut trouvée sur le site de Los Majuelos non loin du bourg. Des fouilles récentes dans la plaine de Balazote ont révélé un tumulus auquel cette pièce semble avoir appartenu. À proximité, d'importantes mosaïques d'une villa romaine ont été dégagées.

## Description
Taillée dans deux blocs de calcaire dans la seconde moitié du VIe siècle av. J.-C., la statue a une longueur de 93 cm et une hauteur de 73 cm. Elle représente une chimère ou un être mi-animal, mi-humain, taureau à tête humaine.
L'œuvre a d'abord été étudiée et identifiée par un groupe d'archéologues français comme une sorte de daim, d'où son baptême en biche, transformé en bicha en castillan.

## Sources
- (en) Cet article est partiellement ou en totalité issu de l’article de Wikipédia en anglais intitulé « Biche of Balazote » (voir la liste des auteurs).